# Glasmuseum Bad Driburg
Das Glasmuseum Bad Driburg ist ein städtisches Museum zum Thema Glas in Bad Driburg (Deutschland). Das Glasmuseum befindet sich im „Heinz-Koch-Haus“ in der Driburger Innenstadt. Wesentliche Förderer des Glasmuseums sind die beiden in Driburg ansässigen Unternehmen Glaskoch und Ritzenhoff & Breker (beide in Herste).

## Gebäude
Das um das Jahr 1900 von der Stadt erbaute und 1907 eingeweihte ehemalige Wohnhaus diente bis nach dem Zweiten Weltkrieg als Kaplanei der Pfarrkirche St. Peter und Paul bzw. als Wohnsitz des Driburger Vikars, daher wird es von der örtlichen Bevölkerung auch „Alte Vikarie“ genannt. In den 1990er Jahren wurde das Gebäude renoviert und beherbergt seit 2006 – nach einigen Jahren Unterbrechung und Auslagerung des Museums – erneut das Driburger Glasmuseum. Der Backsteinbau mit Fachwerkgiebeln trägt den Namen des 1989 verstorbenen Glasgroßhändlers (Unternehmen „glaskoch“, Leonardo), Ehrenbürgers der Stadt und maßgeblichen Förderers des Museums, Heinz Koch.

## Ausstellung

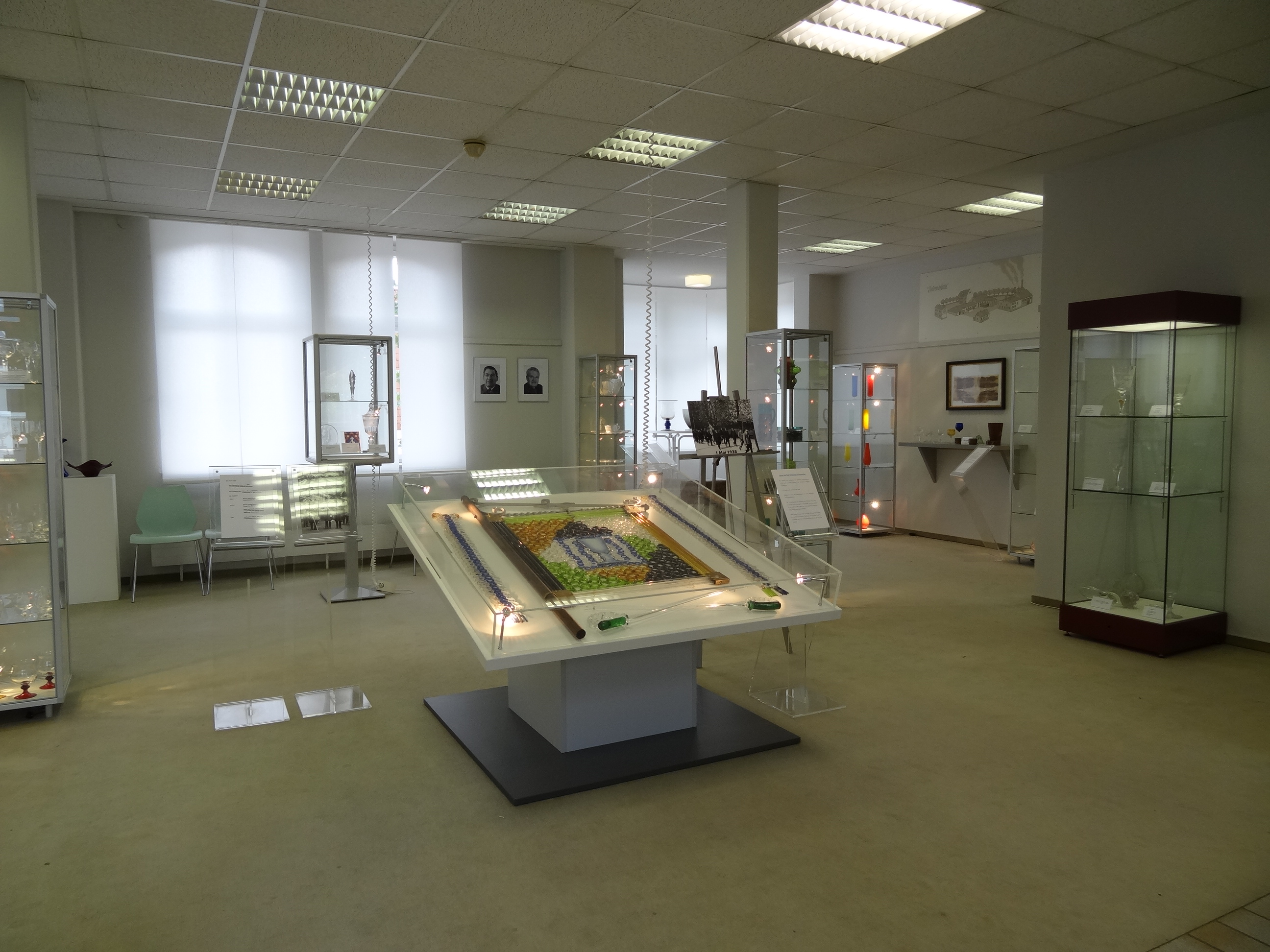
Ausstellung im 1. Obergeschoss, im Vordergrund die „Glasmacherfahne“

Im Museum werden im Rahmen einer Dauerausstellung auf zwei Etagen Schaustücke der seit dem 16. Jahrhundert in der Driburger Region nachweisbaren Glasproduktion und -veredelung gezeigt. Dazu gehören Modelle, historische Glasmacherwerkzeuge, über 400 ausgestellte Gläser (sowohl Gebrauchsglas als auch außergewöhnliche Glaskunst) sowie besondere Einzelstücke, z. B. ein Schützenpokal von 1872 und die Driburger „Glasmacherfahne“ (eine aus Glas gefertigte Standarte von 1908 oder früher). In Bildern und Dokumenten wird zudem der seit dem 17. Jahrhundert als organisierter Gewerbezweig vorhandene Glashandel dargestellt. Den dritten Schwerpunkt bilden die Verbindungen mit den Driburger Quellen und dem Heilbad, präsentiert in Form von Wasserflaschen, Trinkgläsern, medizinischen und pharmazeutischen Glasgeräten.
In unregelmäßigen Abständen finden im Museum außerdem Sonderausstellungen statt, 2009 beispielsweise zum Thema „2000 Jahre Varusschlacht – Mythische Reflexionen in Bad Driburg“.